# Techno Drome International
Techno Drome International, kurz T.D.I., war ein deutsches Plattenlabel, das im Sommer 1987 von Andreas Tomalla (Talla 2XLC) gegründet wurde. Das in Frankfurt am Main ansässige Label beherbergte Künstler, die der Electronic Body Music (EBM), dem Sound of Frankfurt und dem Techno zuzurechnen sind, darunter Bigod 20, The Invincible Spirit, Tribantura, Pankow, Robotiko Rejekto und Recall IV. Techno Drome International trat zunächst mit dem Namenszusatz „Aggrepo“ in Erscheinung, einer von Tomalla kreierten Bezeichnung für EBM.

## Geschichte
Von Bernhard Mikulski wurde Tomalla mit der Aufgabe betraut, ZYX Records in ein zeitgemäßes Gewand zu überführen. Mikulski, ehemaliger Labelchef von ZYX, hatte sich zum Ziel gesetzt, das bisherige, auf Pop- und Disco-Musik spezialisierte Label-Programm um aktuellere Trends zu erweitern. Tomalla erarbeitete sich unter dem Pseudonym Talla 2XLC im Verlauf der 1980er-Jahre einen Ruf als Produzent und Experte für elektronische Tanzmusik in Frankfurt/Rhein-Main-Gebiet und kam somit als geeigneter Partner infrage. Nach dem Ende seiner Tätigkeit für die Band Moskwa TV und der Auflösung der Plattenfirma Future Dance Association (F.D.A.) entstand im August 1987 in Zusammenarbeit mit Mikulski/ZYX Records das Musikunternehmen Techno Drome International.

„Unter dem ZYX-Label (dem Label mit der sonst so miesen Disco-Musik) wurde T.D.I. gegründet. Label-Besitzer Bernhard Mikulski war lange auf der Suche nach dem geeigneten Mann, der dem ZYX-Label eine gewünschte Diversifikation und damit ein aufgewertetes Image verschaffen könnte. Dass er es geschafft hat, ausgerechnet Talla 2XLC, den fähigsten Techno-Spezialisten Deutschlands, dafür anzuwerben, ist ihm hoch anzurechnen und Techno Drome International dürfte mit der Wahl Tallas ein internationaler Erfolg gesichert sein.“

Der Labelname entstand in Anlehnung an die in der Frankfurter Diskothek Roxanne regelmäßig organisierten Technoclub- und Electrodrome-Veranstaltungen.
1987 kamen die ersten drei Veröffentlichungen von Robotiko Rejekto und The Invincible Spirit auf den Markt. Bis Mai 1988 erschienen ein Album und acht Maxi-Singles. Nachdem bereits wenige Monate zuvor die italienische Gruppe Pankow unter Vertrag genommen worden war, konnte als neuestes Signing die Hannoveraner Synthiepop-Band Cetu Javu verpflichtet werden. Ein Novum im Label-Konzept war zudem die Erweiterung des Vinyl-Programms um Maxi-CDs im 3-Inch-Format.
Weitere Verhandlungen, u. a. mit dem Schweizer Synthiepop-Duo Obscure, folgten. Gemeinsam mit Ralf Henrich (Ra/Hen) war Tomalla, neben seiner Tätigkeit als A&R-Manager, auch als Produzent für T.D.I. tätig (vgl. Robotiko Rejekto, Tribantura, Bigod 20, Pluuto etc.). Aufgenommen wurden die ersten Singles in den Cream Music Studios in Frankfurt-Oberrad.
Im Sommer 1988 erschien mit Danse Macabre The Spirit of Bulgaria die erste belgische New-Beat-Produktion auf T.D.I., die vom Produzenten-Team Morton, Sherman and Belluci beigesteuert wurde. Gleichzeitig versuchte T.D.I. auf die EBM-Szene als einen scheinbar gegensätzlichen Trend aufmerksam zu machen. Richtungsweisend war in diesem Kontext die im Herbst veröffentlichte EP-Compilation Music from Belgium mit seltenen und bis dahin unveröffentlichten Stücken von Vomito Negro, Absolute Body Control, Insekt, Typis Belgis und Ǝ!truncheon. Die Linernotes auf der Rückseite des Plattencovers geben Aufschluss über das musikalische Repertoire:

“This record will show you the roots of Belgian electronic music: Young musicians who don't want to ride on the New Beat wave. They want to do 100% Aggrepo for your body mechanic!”

Eine weitere, für dieselbe Zeit anberaumte Compilation unter dem Titel T.D.I. Aggrepo Volume 1 mit Stücken von Front 242, The Klinik, Skinny Puppy und A Split-Second wurde verworfen.
Über Verbindungen zu nordamerikanischen DJs konnte Tomalla seine Produkte in den USA bekannt machen. Art Maharg und Joseph Watt fertigten in der Folge mehrere Razormaid-Remixe diverser T.D.I.-Veröffentlichungen an, etwa für Bigod 20, Tribantura, Cetu Javu, Pluuto und Robotiko Rejekto.
Nachdem das Verhältnis zwischen Tomalla und ZYX sich zunehmend verschlechterte, wurden viele Planungen auf Eis gelegt. Ein für Herbst 1988 angekündigtes T.D.I.-Musikfestival in Frankfurt am Main wurde ebenso wenig verwirklicht wie die Maxi Touch von Pankow oder das Album Impersonator II des im Sommer unter Vertrag genommenen Interpreten Carlos Perón. Beide erschienen jeweils auf zwei unterschiedlichen Labels. Mangelnde Promotion für die T.D.I.-Produkte gestalteten eine weitere Zusammenarbeit mit ZYX Records immer schwieriger.
Seinen Abschluss fand das Jahr mit Platten von Robotiko Rejekto und Bigod 20, wobei letztere speziell mit der Remix-Single Acid to Body herausstachen. Der Track ist ein Retake des Clubhits Body to Body und beinhaltet eine frühe Fusion aus EBM und Acid House. Er avancierte damit zu einem Vorläufer der Techno-House-Musik. Da der analoge Basssynthesizer Roland TB-303 zu jenem Zeitpunkt nicht zur Standardausrüstung westeuropäischer Studios gehörte, war die für Acid House charakteristische Basslinie produktionstechnisch simuliert worden.
Neuerscheinungen wurden nun auch nicht mehr über T.D.I. Headquarters in Frankfurt am Main publiziert, sondern über ZYX bzw. Bernhard Mikulski Schallplatten-Vertriebs-GmbH in Elbtal-Dorchheim.
Anfang des Jahres 1989 erschien die erste und einzige Single der Band Scarecrow (später X Marks the Pedwalk). Nur kurze Zeit später löste Tomalla sich vorzeitig aus dem Vertrag mit ZYX und kehrte Techno Drome International den Rücken. Das erste Label-Kapitel fand seine Vollendung mit der Compilation Welcome to the Technodrome, einer Werkschau, die zugleich den Übergang von EBM zu frühem „Frankfurt-Techno“ verkörpert.

“EBM meets Proto-Techno: Der ZYX-Sampler Welcome to the Technodrome von 1989 versammelt die Créme der elektronischen Tanzmusik an der Wende zu den '90er Jahren.”

Tomalla gründete unmittelbar darauf zwei neue Plattenlabels: New Zone (The electronic dance label) und Zoth Ommog (…for the toughest Aggrepo).
Nach einer weniger produktiven Zwischenperiode spezialisierte Techno Drome International sich zu Beginn der 1990er Jahre vermehrt auf die Veröffentlichung von Dance-Produktionen. Neben der Fortführung der Welcome to the Technodrome-Serie war das Label zugleich Initiator der Techno-Trax-Compilation-Reihe, die später über 20 Teile und 15 Megamixe umfasste.
Insbesondere Techno-Trance-Produzenten wie Oliver Lieb (True Minds), Lars Janzik und André Fischer (Recall IV, Trust in 6, Scrot, Base Scan, F/X 1, Fiction X) sowie Giora Schein (Ocular) veröffentlichten hier einen Teil ihrer Frühwerke.

## Einteilung

Auszug eines Label-Katalogs vom März 1988. – „Program: Aggrepo“ war zu dieser Zeit noch der dominierende Bestandteil des T.D.I.-Sortiments.

Das Sortiment wurde in „Program: Aggrepo“ und „Program: Dance“ eingeteilt, um aktuelle EBM-Produktionen (hier Aggrepo genannt) von den Dance-Produktionen des Sound of Frankfurt unterscheiden zu können. Entsprechend gaben Bigod 20, The Invincible Spirit, Tribantura und Pankow ihre Werke unter dem Schlüsselwort Aggrepo heraus, während Robotiko Rejekto in der Rubrik Dance Platz fand.
Dieses Basiskonzept wurde von Tomalla beibehalten und nach der Trennung von T.D.I./ZYX auf die neu formierten Labels Zoth Ommog und New Zone aufgeteilt.
Eine Eigenart von Techno Drome International stellte die Tonträgernummerierung dar. In irregulären Abständen wurde das Label-Output unter einem neuen Kapitel zusammengefasst und mit Programmnummern (Katalog-Nr.) versehen, z. B.
- Chapter 1, Program 4: Tribantura – Lack of Sense
- Chapter 1, Program 5: Pankow – Sickness Takin' Over
- Chapter 1, Program 6: Bigod 20 – Body & Energize

Die einzelnen Kapitel zogen sich über einen Zeitraum von ungefähr sechs Jahren.
- 1987–1989: Chapter 1
- 1989–1991: Chapter 2
- 1991–1992: Chapter 3
- 1992–199?: Chapter 4

Mit jedem neuen Kapitel begann auch eine neue Zählung der Programmnummern.